# Pennella asymmetrica
Pennella asymmetrica är en svampart som beskrevs av M.C. Williams & Lichtw. 1990. Pennella asymmetrica ingår i släktet Pennella och familjen Legeriomycetaceae.   Inga underarter finns listade i Catalogue of Life.